# René Mesangeau
René Mesangeau (francès: René Mézangeau)  (c. 1568 - gener 1638) fou un compositor i llaütista francès. Es considera un dels millors llaütistes del segle xvii.
El 1619 es va establir a França i es va casar amb la filla del fabricant d'espinetes Jean Jacquet. El 1621 va ser nomenat Musicien ordinaire du Roi a la cort francesa per Lluís XIII. Se sap que durant la seva vida va visitar Alemanya i Anglaterra. Va morir cap al gener de 1638 a París.
La seva producció consta d'una cinquantena d'obres, incloses les seves pròpies obres i transcripcions, que van influir en el desenvolupament de la música de llaüt després del 1630. Va ser pioner de la nova afinació de llaüt en re menor que va ser important per a lestil brisé. Els seus èxits li van suposar el reconeixement de Pierre Ballard (1631 i 1638) i de Marin Mersenne a la seva Harmonie Universelle (1636).
El seu alumne Ennemond Gaultier va compondre per a ell el primer tombeau conegut (Le Tombeau de Mézangeau, 1638).